# Vienna (빌리 조엘의 노래)
〈Vienna〉는 빌리 조엘의 1977년 음반 《The Stranger》에 수록된 곡으로 〈Just the Way You Are〉의 B-사이드로 발매되었다.
2008년 7월 뉴욕 타임스 기사에서 빌리 조엘은 이 곡을 〈Summer, Highland Falls〉와 더불어 가장 좋아하는 자신의 두 곡 중 하나라고 밝혔다.
이 곡은 시트콤 《택시》의 1981년 애피소드 〈Vienna Waits〉에서 연주되었다. 마릴루 헨너의 캐릭터 일레인 나도는 저드 허슈가 연기한 알렉스 라이거와 유럽에서 휴가를 보내는 동안 이 노래를 부른다. 이 곡은 라이센스 제한으로 DVD 에피소드에서는 누락되었지만 Hulu 버전의 에피소드에서는 삭제되지 않았다. Vienna는 《완벽한 그녀에게 딱 한가지 없는 것》의 사운드 트랙에서도 찾을 수 있다.

## 대중문화에서의 사용
- 〈Vienna〉는 제니퍼 가너와 마크 러팔로가 출연하는 2004년작 로맨틱 코미디 《완벽한 그녀에게 딱 한가지 없는 것》의 OST로 사용됐다.